# Kubuskwallen
Kubuskwallen (Cubozoa) zijn een vrijwel uitsluitend in de zee voorkomende klasse van kwallen (Cnidaria) met circa vijftig beschreven soorten. De naam is afkomstig van de kubusvorm van het scherm van het medusenstadium, het volgroeide stadium.
De oudste fossiele kubuskwal stamt uit het Pennsylvanien, een tijdvak in het Carboon. Ze zijn waarschijnlijk het dichtst verwant aan de Stauromedusae (gesteelde kwallen).

## Leefwijze
Het zijn solitair levende dieren met een sessiel (aan een ondergrond vastzittend) poliepstadium en vrijlevend medusestadium. Kubuskwallen zijn actief jagende dieren, die in hun bewegingen en omzwervingen binnen hun leefgebied wel met vissen te vergelijken zijn. Ze behoren daardoor tot het oceanisch nekton.

## Verspreiding en leefgebied
Kubuskwallen komen voornamelijk in tropische gebieden voor. In Nederland komt één vertegenwoordiger van de kubuskwallen voor: Carybdea marsupialis, ook wel zeewesp genoemd.

## Giftigheid
Ze zijn extreem giftig en sommige kubuskwallen zoals Chironex fleckeri (de Australische zeewesp) en Carukua barnesi (de Irukandji) kunnen dodelijk zijn.

## Orden
In 2007 waren er ten minste 36 soorten bekend. Deze zijn gegroepeerd in twee orden.
- Carybdeida (Dooskwallen)
- Chirodropida